# Ostrożeń siwy
Ostrożeń siwy (Cirsium canum (L.) All.) – gatunek roślin wieloletnich z rodziny astrowatych. W Polsce występuje w południowej części niżu oraz wzdłuż Wisły. Przez Polskę przebiega północna granica zasięgu tego gatunku.

## Morfologia

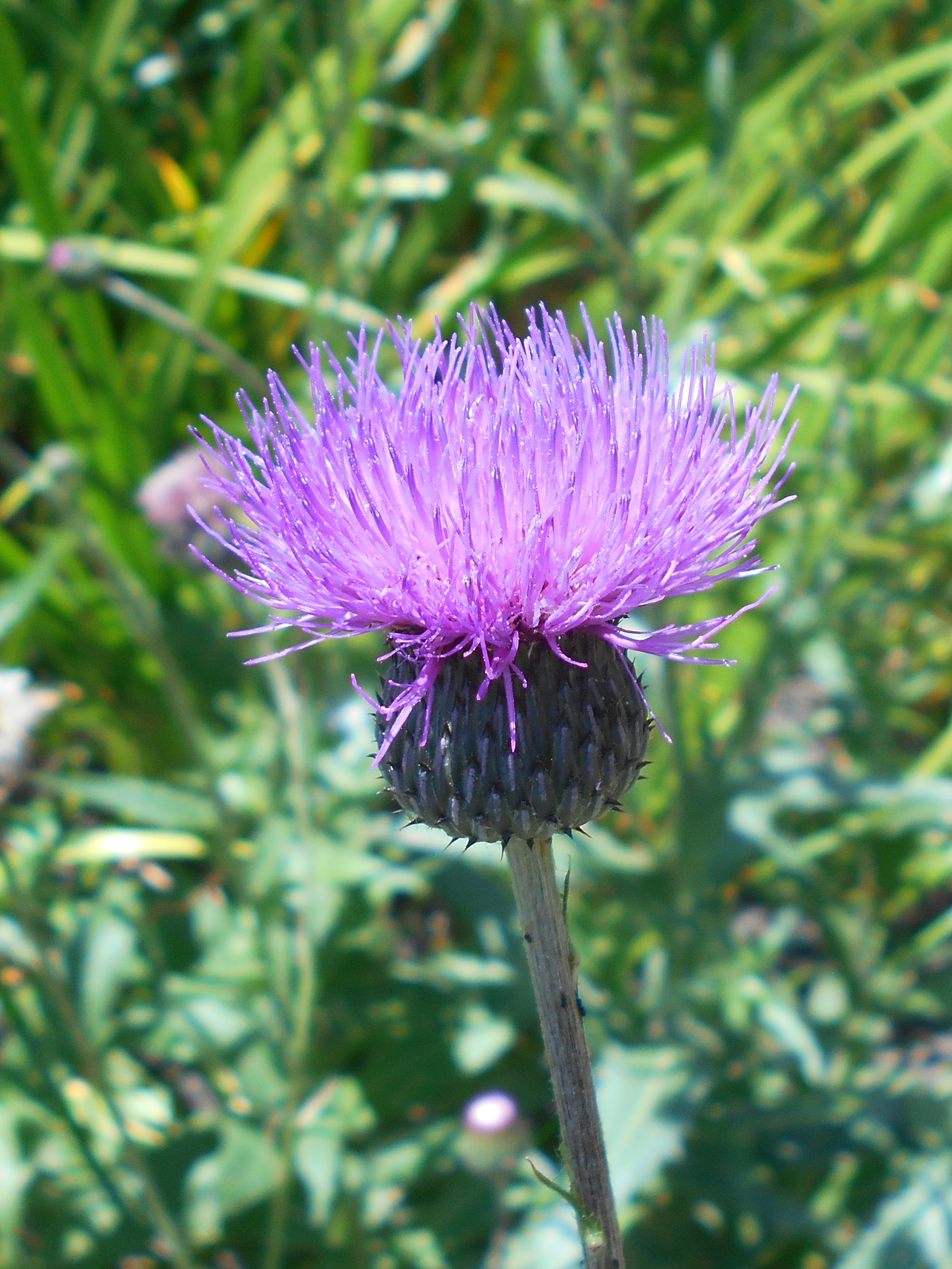
Koszyczek

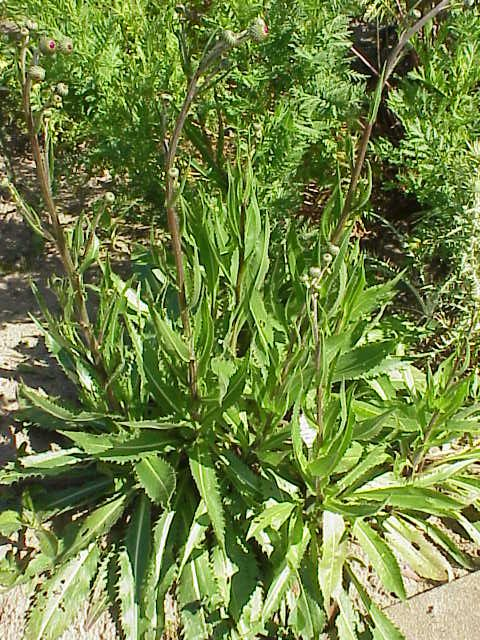
Liście

ŁodygaWzniesiona, prosta, słabo rozgałęziona, bezlistna, o wysokości od 50 do 150 cm.
LiścieLancetowate, wydłużone, szarozielone.
KwiatyKoszyczki kwiatowe osadzone pojedynczo na szczycie łodygi lub rozgałęzień, o długości 2,5-3,5 cm (wraz z kwiatami). Listki okrywy koszyczka ściśnięte w krótką ostkę. Kwiaty barwy purpurowej, rzadziej białe, rurkowate. Korona jest rozcięta do połowy na pięć łatek.
OwocMa postać niełupki.

## Biologia i ekologia
Kwitnie w lipcu i sierpniu. Zasiedla wilgotne łąki.